# Стрітенський Михнівський монастир
Стрітенський Михнівський монастир — жіночий монастир Волинської єпархії Української православної церкви зареєстрований за адресою Волинська область Камінь-Каширський район село Дубровиця вул. Михнівка.
Монастир був заснований в 1642 году Філоном Яловецьким, ротмістром королівської гвардії, депутатом виборного сейму, членом Луцького Православного братства в  селі Михнівка (нині не існує). Був закритий в 1961 году. В 1989 році храм повернутий віруючим на правах парафіяльного храму. 3 травня 1996 року парафіяльний храм перетворений на жіночий монастир.

## Історія монастиря
Село Михнівка було засноване в 1637 році як містечко, яким володів Філон Яловецький, ротмістр королівської гвардії, член Луцького православного братства.
У 1642 році Філон Яловецький відкрив дерев'яний Стрітенський храм і створив при ньому чоловічий монастир. У 1720 році храм було перебудовано. У 1813 році поруч біля храму зведена дерев'яна дзвіниця.
З приходом радянської влади на Західну Україну монастир зареєстрували як парафіяльну церкву. У 1961 році храм був закритий.
У 1989 — 1990 роках храм було повернуто віруючим і оновлено.
Рішенням Священного Синоду УПЦ МП від 3 травня 1996 року був заснований Свято-Стрітенський жіночий монастир.
У 1998 році поруч зі Стрітенських храмом відбулося будівництво триповерхового житлового корпусу з церквою на честь Покрови пресвятої Богородиці.
2 серпня 2003 року закладено храм на честь святих первоверховних апостолів Петра і Павла, будівництво якого закінчилося в 2004 —2005 роках. Храм знаходиться за межами монастирської огорожі.
Зараз Михнівка це хутір, з однієї вулиці, який адміністративно відноситься до села Дубровиця, Видричівська сільська рада.